# 아바칼리키

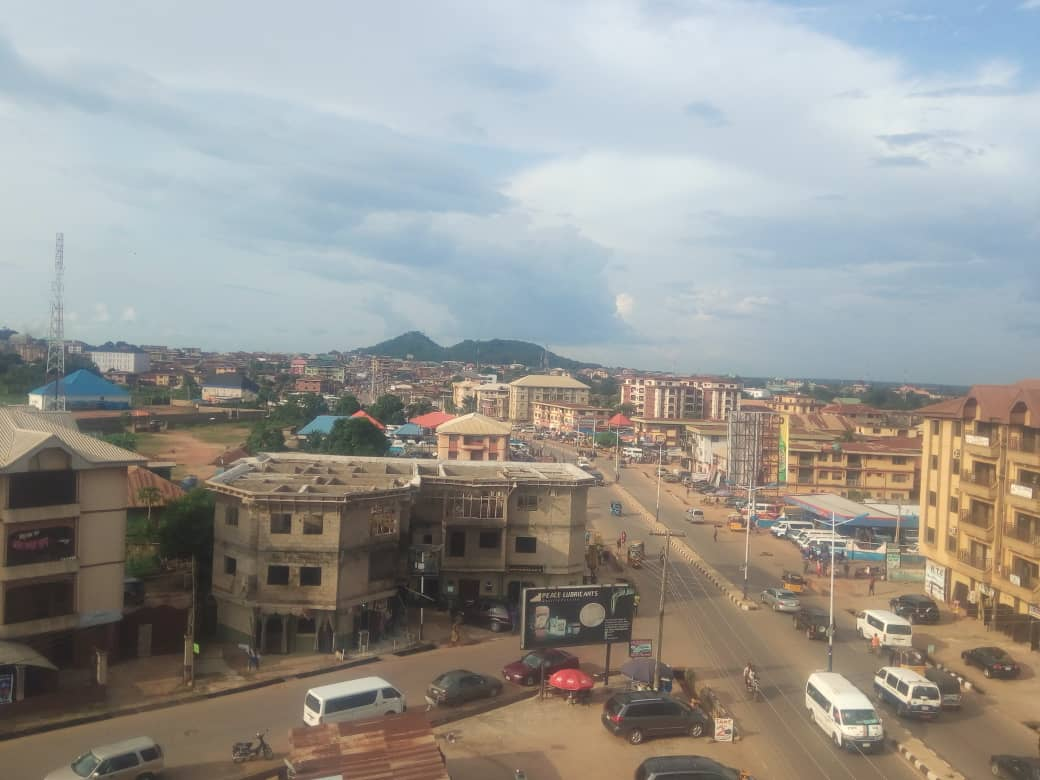

아바칼리키(Abakaliki)는 나이지리아 남동부에 위치한 에보니주의 주도로 면적은 584.09km2, 인구는 79,280명(2006년 기준)이다. 에누구에서 남동쪽으로 64km 정도 떨어진 곳에 위치한다.